# (22896) 1999 TU6
(22896) 1999 TU6 est un astéroïde de la ceinture principale d'astéroïdes découvert en 1999.

## Description
(22896) 1999 TU6 a été découvert le 6 octobre 1999 à Višnjan, une municipalité située dans le comitat d'Istrie en Croatie, par Korado Korlević et Mario Jurić.

### Caractéristiques orbitales
L'orbite de cet astéroïde est caractérisée par un demi-grand axe de 2,33 UA, un périhélie de 2,06 UA, une excentricité de 0,12 et une inclinaison de 3,40° par rapport à l'écliptique. Du fait de ces caractéristiques, à savoir un demi-grand axe compris entre 2 et 3,2 UA et un périhélie supérieur à 1,666 UA, il est classé, selon la JPL Small-Body Database, comme objet de la ceinture principale d'astéroïdes.

### Caractéristiques physiques
(22896) 1999 TU6 a une magnitude absolue (H) de 15,1 et un albédo estimé à 0,270.